# Donavey
Donavey, artiestennaam van Xergio Caffe (Paramaribo, 11 mei 1989) is een Surinaams rapper. Hij is een van de oprichters van de muziekformatie T.I.K. en was een van de trekkers van Juizt Records. Begin jaren 2010 begon hij aan zijn solocarrière.

## Biografie

### Jeugd
Xergio Caffe werd in in de wijk Zorg en Hoop in Paramaribo geboren en getogen. Hij is de jongste van drie zoons. Hij schrijft gedichten sinds zijn achtste.

### T.I.K.
Op zijn dertiende richtte hij met Guillermo Spalburg en Ryan Burleson de rapformatie T.I.K. op. Ze kenden verschillende hits, vooral in de periode toen de groep zich had uitgebreid naar zes leden. De formatie viel onder Juizt Records, waarvan Donavey op een gegeven moment de trekker werd. Enkele hits waren GeT.I.K.t en Dit is wie we zijn. In 2009 lanceerde T.I.K. de videoclip Zoveel jaren Front met wat er in hun ogen niet deugde tijdens de regering onder Nieuw Front. Ze verkochten het lied hierna aan de NDP die het inzette als strijdlied. Kort voor de verkiezingen van 2010 lanceerde T.I.K. opnieuw een videoclip met scherpe teksten tegen Nieuw Front.

### Solocarrière
In 2010 bracht hij met artiesten van Juizt de mixtape Pruh-ziez uit. Daarna begon hij aan zijn solocarrière en werkte hij nog een tijd met de zanger Ulriek Doesburg van Together Music Group. Rond 2012 lanceerde hij zijn mixtape Onderweg. Daarnaast maakte hij een sportprogramma met de STVS. In 2013 lanceerde hij zijn soloalbum, met daarop 19 nummers die hijzelf produceerde en inclusief de beats arrangeerde. Van beroep is hij grafisch vormgever.

### Comeback
Hij werkte in 2014 mee aan een album van Viresh Oedietram. Verder was het enkele jaren stil rond hem door veranderingen in zijn persoonlijke leven. In december 2016 maakte hij een comeback met zijn album Aankomst. Het album is volgens dagblad De West volwassener dan eerder werk, wat een overeenkomst was met de andere levensfase waarin hij zich bevond. Het album bevat 16 nummers. Mijn meisje schreef hij over zijn dochter Yenell en bracht hij uit nadat hij weer contact met haar had. Donavey wilde met het lied aantonen dat een kind uit een gebroken relatie niet hoeft te leven met een gebroken hart.
In april 2017 gaf hij een concert in Thalia, getiteld Rustig vaarwater, met gastoptredens van onder meer Damaru, Janice van Klaveren, Artino Oldenstam, Enver Panka en Dominique Ravenberg en Tjatjie. In 2018 verscheen zijn album Liefde doet geen pijn. In 2019 werkte hij mee aan de single Echte mannen huilen niet van Damaru en Tommie Christiaan.